# Bahnhof Sinŭiju

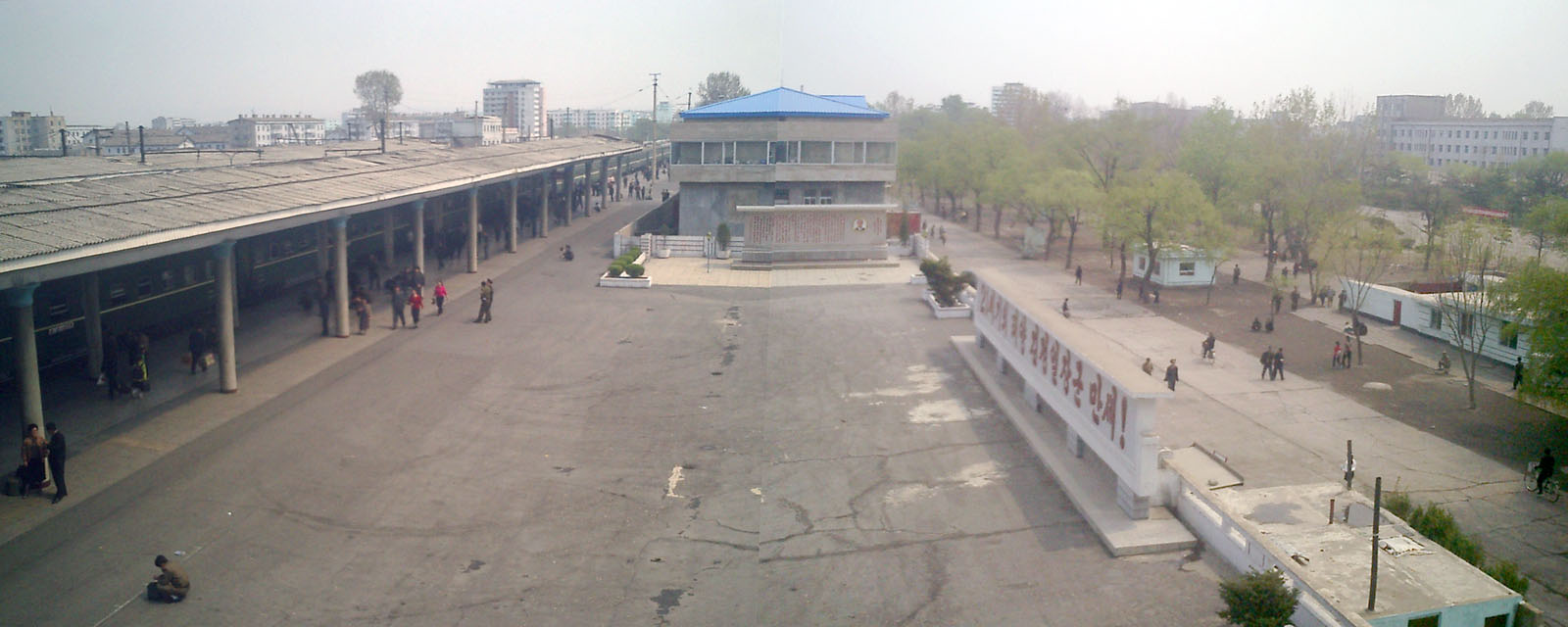
Bahnhofsgelände von Sinŭiju

Der Bahnhof Sinŭiju (신의주역) oder auch Sinŭiju Chongnyon ist der Bahnhof in der nordkoreanischen Grenzstadt Sinŭiju in der Provinz P’yŏngan-pukto. Am 3. April 1906 ging der Bahnhof in Betrieb. Die Anlagen wurden während des Koreakrieges zerstört und danach wiederaufgebaut. Er ist der letzte Halt für Züge, die über die Freundschaftsbrücke in Richtung Dandong (Volksrepublik China) fahren. Die P’yŏngŭi-Linie verbindet Sinŭiju mit der Hauptstadt Pjöngjang. Direkt neben den Bahnhof befindet sich der Kim-Il-sung-Platz.